# Prionotrichon
Prionotrichon es un género con siete especies de plantas de la familia Brassicaceae. 
Está considerado un sinónimo del género Rhammatophyllum O. E. Schulz

## Especies seleccionadas
| - Prionotrichon afghanicum - Prionotrichon erysimoides - Prionotrichon flexuosum - Prionotrichon gaudanense - Prionotrichon ghoranum - Prionotrichon kamelinii - Prionotrichon pseudoparrya |